# Luogo Pio Colleoni
Il Luogo Pio Colleoni o luogo Pio della Pietà e palazzo Colleoni è un edificio che si trova in via Bartolomeo Colleoni, 11 nella parte alta della città di Bergamo, nell'antica via conosciuta come “Corsarola” anche se anticamente era chiamata via del Ponte dei Suardi.  Era l'abitazione cittadina del condottiero Bartolomeo Colleoni e dal 1476 sede dell'ente benefico Luogo Pio della Pietà, antica istituzione voluta dal condottiero.

## Storia

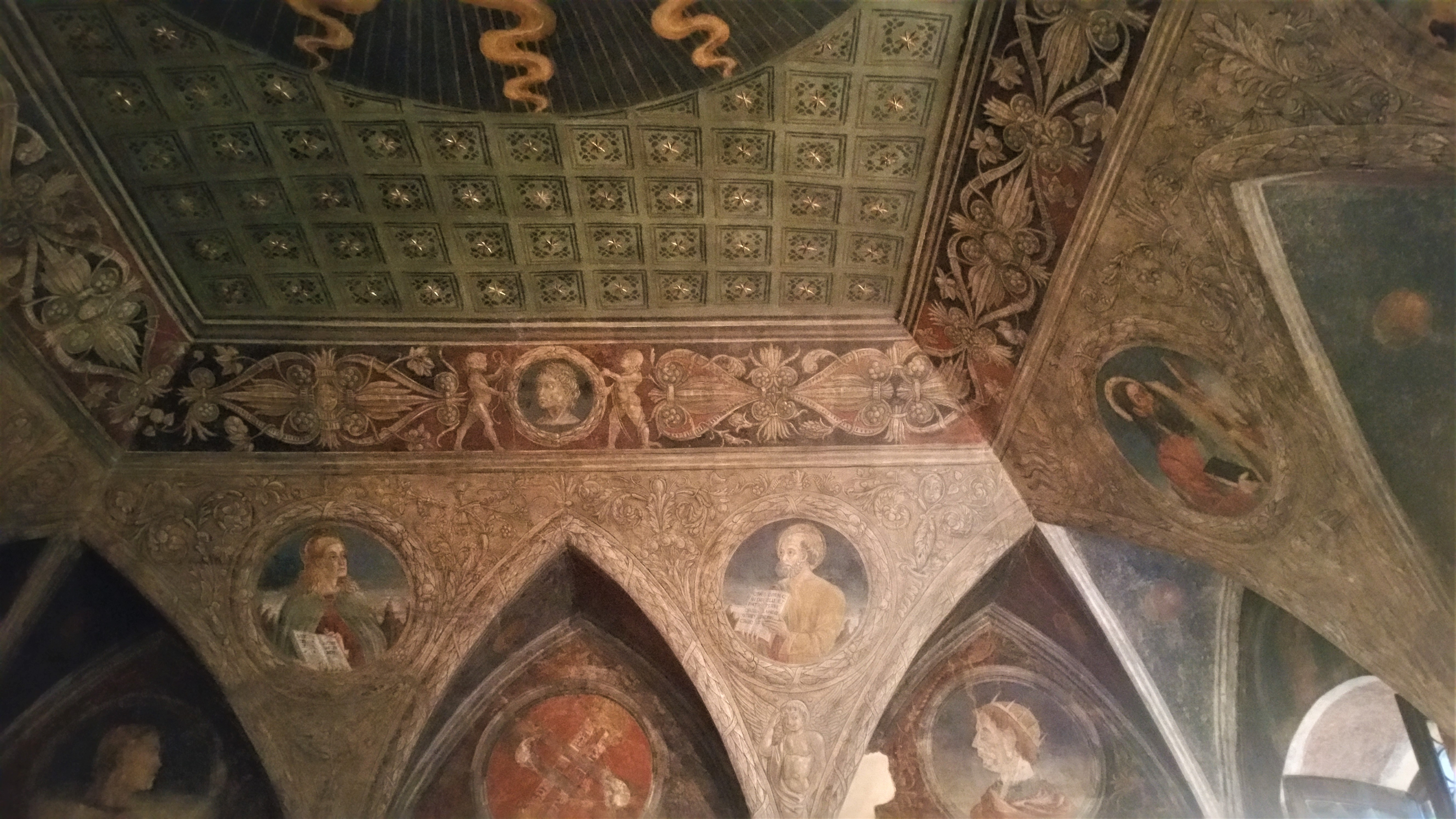
Sala del consiglio -Luogo Pio della Pietà

Il fabbricato poto nella zona a nord di Bergamo alta nel confine della vicinia di Sant'Agata, era originariamente di proprietà della famiglia Suardi. Acquistato nel 1443 da Bartolomeo Colleoni perché diventasse la sua residenza estiva, il quale affidò al suo uomo di fiducia, Vanotto Colombi, l'incarico di amministrare tutte le sue proprietà nella città di Bergamo. Nel 1475 Colleoni fondò l'ente caritatevole della Pietà assegnandone la sede, con l'obbligo di non alienazione. Il condottiero non aveva avuto figli maschi, e già il 19 febbraio 1466 aveva elargito alla città di Bergamo una donazione inter vivos comprendente beni immobili, affitti e diritti sulle acque. L'atto fu rogato nel castello di Malpaga, alla presenza di tre notai e diversi testimoni tra i quali il suo segretario personale Abbondio Longhi, nonché alla presenza degli esponenti delle più importanti famiglie di Bergamo: Maffeo Suardi, Leonino Brembati, e il podestà Benedetto Veniero.
Ne affidò la gestione all'istituto Luogo Pio della Pietà che doveva ogni anno, con il ricavato, assegnare alle giovani donne povere in età da marito, o con la devozione monacale, la dote necessaria. L'atto fu rogato dal notaio Andrea Tiraboschi nel palazzo del Podestà alla presenza del Gran Consiglio. 
Nel testamento redatto del 1475, Colleoni affidò all'ente il completamento della Cappella Colleoni e la sua manutenzione, così come la sua officiatura. Il 23 gennaio 1476 il Maggior consiglio cittadino elesse il primo Consiglio della Pietà il quale si riunì nella prima seduta del 20 febbraio del medesimo anno.

Il fabbricato divenne così Domus Pietatis e fu decorato dagli affreschi ancora esistenti.
L'ente continua a essere attivo ma nel 1975 ha modificato la modalità della sua donazione, abolendo il diritto alla dote e sostituendolo con un aiuto economico assegnato alle donne che per vari motivi sono emarginate e private dalla dignità sociale.

## Architettura

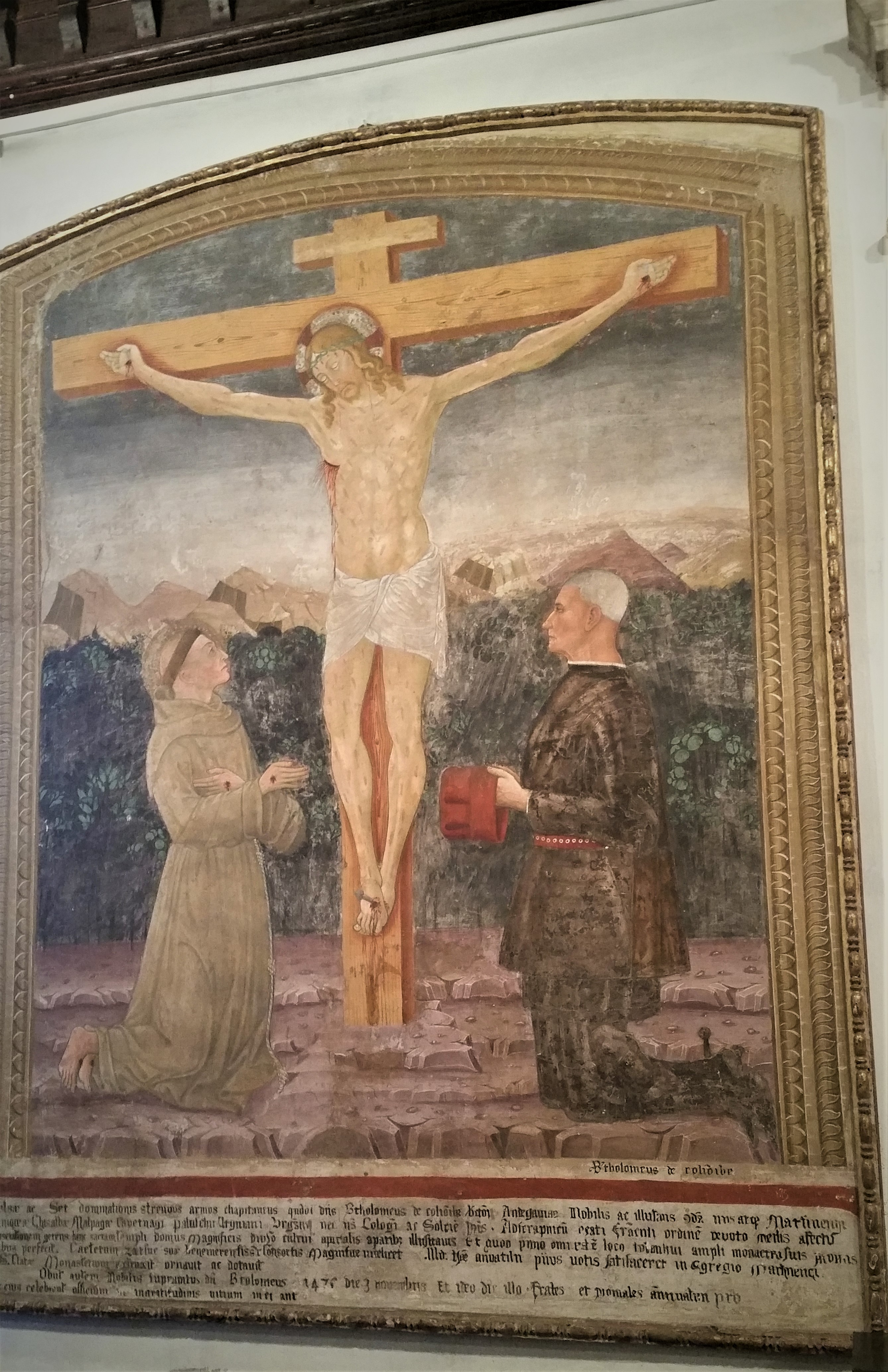
Crocifisso Luogo Pio Colleoni

### Parte esterna
Il portale rinascimentale d'accesso su via Colleoni ha la caratteristica policromia della Cappella Colleoni, formato in pietra arenaria, ha le basi delle paraste, i capitelli e il fregio della trabeazione in marmo rosso di Verona scolpito con stemmi e cornucopie parzialmente cancellati negli anni in cui l'immobile era stato alienato. L'architettura ricorda palazzo Brembati del 1467, il portale è probabile opera di Alessio Agliardi e delle medesime maestranze che lavorarono nella cappella. Bortolo Belotti nel suo Vita di B. Colleoni aveva indicato la data di realizzazione intorno al 1435, cosa poco probabile non essendo arrivata a Bergamo ma neppure a Venezia l'arte rinascimentale che arriverà qualche decennio successivo.  Alessio Agliardi fece parte del consiglio della fondazione Pio Colleoni su preciso incarico del Colleoni, ruolo che passò per diritto al figlio Bonifacio.
Le facciate subirono alcune ristrutturazioni nel XIX secolo quando l'immobile venne venduto alla famiglia Secco Suardo, malgrado il divieto e in parte distrutto, gli affreschi del '300 vennero strappati e venduti. Solo nel 1891 l'ente ricomprò la parte d'immobile rimasta. 
L'ingresso presenta sopra la porta principale l'immagine che è anche il simbolo dell'ente, il Cristo in pietà che riporta la scritta "PIETATI DICATA DOMUS, l'illustrazione di un Cristo flagellato doveva recare compassione, esattamente il principio fondante dell'ente che faceva della compassione opera di carità. L'affresco risulta parzialmente danneggiato perché fu coperto un ulteriore dipinto dal medesimo soggetto che venne poi strappato e conservato in una sala interna. È presente un calco del busto del condottiero eseguito da Francesco Somaini nel 1840, il bozzetto di gesso è conservato nella Biblioteca civica Angelo Mai mentre il busto in marmo si trova all'Accademia di Brera.
Da via Colleoni si accede poi in un cortile interno che immette in uno fabbricato sulla cui entrata è posta la scritta Domus Pietatis, sede della fondazione.

### Interni
Al piano terra sono presenti due sale:
la prima sala presenta un grande affresco in grave stato di conservazione, rappresentante una Madonna col Bambino tra i santi Rocco e Sebastiano attribuita ad Antonio Boselli, immagine successiva alla peste del 1529. La sala conserva le statue originali esposte sulla facciata della cappella Colleoni opera di Giovanni Antonio Amadeo in marmo bianco di Carrara, alcune armature e un dipinto raffigurante Cristo crocifisso con san Francesco d'Assisi e Bartolomeo Colleoni del XIV secolo originario del convento di Santa Maria Incoronata di Martinengo, opera di ignoto chiamato Maestro dell'Incoronata. Il dipinto, raffigurante l'anziano condottiero, sarà il modello per tutte le successive raffigurazioni.

Il grande dipinto rappresentante il condottiero a cavallo, presente nella sala, era posto in precedenza in una sala differente, scoperto sotto uno strato di intonaco da un privato, fu strappato nel 1882, periodo in cui il fabbricato era stato alienato, probabilmente per essere venduto, opera che viene assegnata a Nicola Boneri autore di alcune pitture documentate ma perse della cappella Colleoni, ma citate nelle documentazioni del XVI secolo.
Il portale in pietra scolpita presenta lo stemma dei Colleoni d'Angiò, mentre il soffitto a cassonetti in stile neo-rinascimentale risale al 1800.

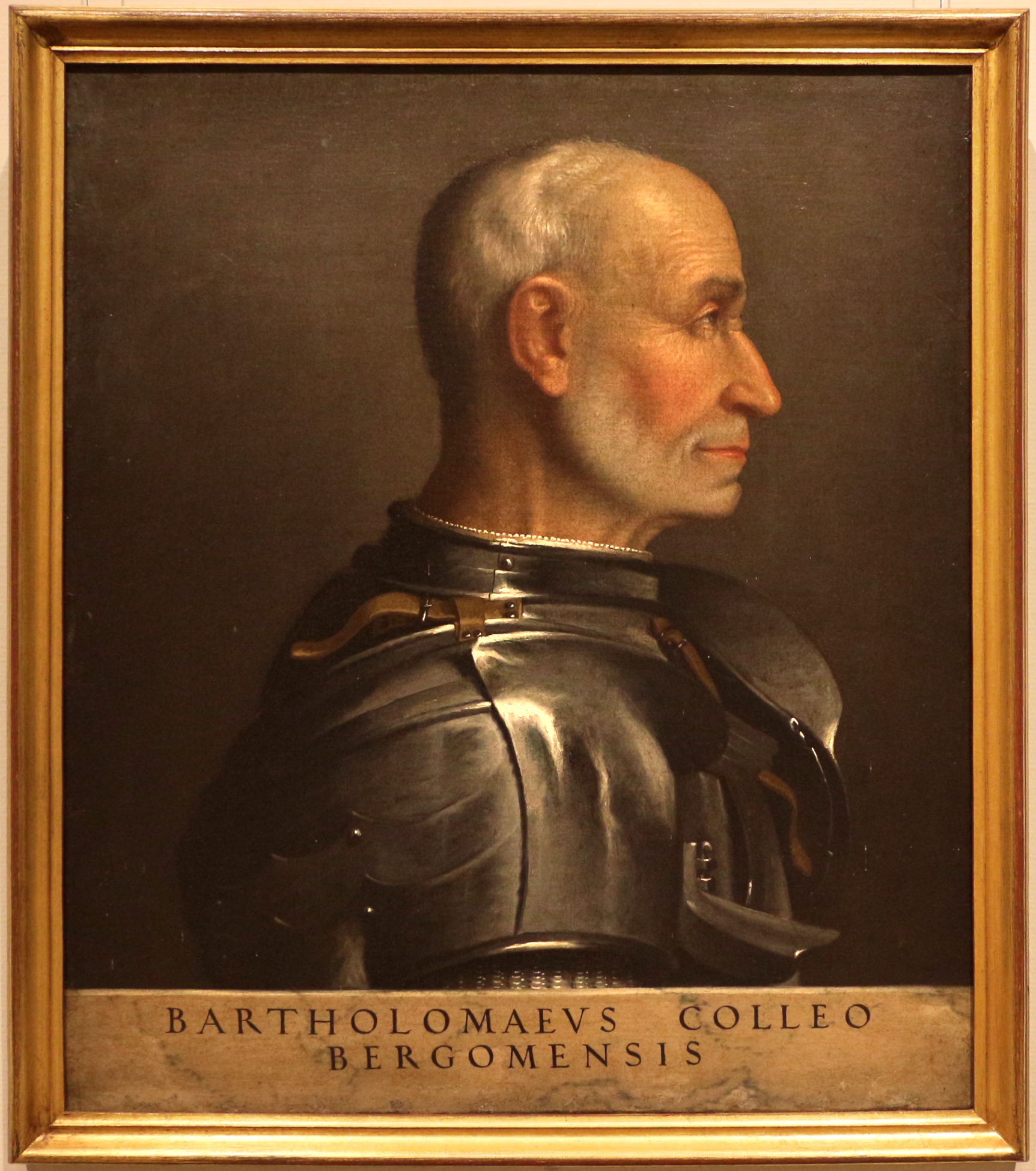
Copia del ritratto del Moroni di Bartolomeo Colleoni, 1566-69

La seconda sala è completamente affrescata, chiamata Sala picta, era il luogo adibito a consiglio del Pio legato ed ha una volta lunettata. Le pareti presentano affreschi raffiguranti le dieci virtù, mentre nelle lunette ad arco acuto sono raffigurati gli stemmi della famiglia e ritratti di uomini illustri, tutto l'ambiente doveva ricordare le virtù a cui dovevano far riferimento i membri del consiglio.
Nei pennacchi sono affrescati i dieci apostoli e nel soffitto l'immagine di Cristo benedicente. Non vi è documentazione circa la committenza degli affreschi, per assonanza si attribuiscono le pitture nella lunette dal medesimo Maestro dell'Immacolata di Martinengo, mentre le grandi figure delle virtù potrebbero essere collegate a Bramante data la sua presenza attiva nella raffigurazione sia del palazzo del Podestà sia per gli affreschi di casa Angelini. La sala fu affrescata dopo la morte del Colleoni ma entro il 1478. Tutti i dipinti sono stati ridipinti da Giuliano Volpi nel 1896. Gli affreschi si presentano in uno stato di cattiva conservazione, probabile siano stati oggetto di strappo durante gli anni in cui l'immobile non era più di proprietà del Pio legato. Tra le virtù, anche se notevolmente deteriorata, la raffigurazione della Prudenza ha la rappresentazione di una donna con tre volti, volendo indicare, come nella cultura classica, che la prudenza sia indice di saggezza, con la capacità di vedere il passato, nella giovinezza, il presente, nella maturità, ma saper poi cogliere il futuro nella vecchiaia, con la particolarità che il futuro, rappresenta un volto maschile.
Nelle sale al primo piano vi è l'archivio dell'ente che conserva tutti i verbali dei consigli, alcuni cimeli, la pittura Cristo in pietà con il condottiero in preghiera, erroneamente attribuita a Mantegna, ma di un autore anonimo che rielabora i lavori del Cristo in pietà di Giovanni Bellini, una simile raffigurazione si trova nella chiesa di Sant'Agostino. 
Sono presenti un ciclo di pitture provenienti dal Castello di Malpaga, e la lunetta raffigurante il Cristo nell'avello, ottocentesco, strappato sul portale di ingresso. Lo studio del presidente dell'ente conserva i progetti della Cappella Colleoni opera di Virginio Muzio, e la tarsia raffigurante La creazione di Adamo opera di Giovan Francesco Capoferri su disegno di Lorenzo Lotto, copia della tarsia la Creazione presente negli stalli del coro della basilica di santa Maria Maggiore. Assai arduo è cercare di giustificare la presenza della tarsia nel museo con la concomitanza di avere la presenza di Dondaccio Colleoni, tra gli amministratori del Luogo Pio della Pietà e della Misericordia Maggiore.
Nella sala adibita a studio, si trova il ritratto del condottiero, copia dell'opera di Giovan Battista Moroni, che da un'effigie di bronzo di Marco Guidizzani e un affresco nella chiesa dell'Incoronata a Martinengo riuscì a raffigurare la figura reale.